# João Tirante
João Tirante (em francês: Jean Tiranoth; em latim: Iohannes Tirante; em castelhano: Juan Tirante) foi um nobre cavaleiro francês, que nasceu e viveu no século XII, e lutou nas guerras da reconquista, sendo recompensado com terras no sul do reino da Galiza. Sabe-se muito pouco sobre ele, a maioria dos escritores afirmam que ele  era descendente das antigas famílias reais da França e da Borgonha.
Seu pai provavelmente era um famoso cavaleiro galego Fernão Anes, o senhor de varias terras no reino da Galicia, que se opôs firmemente aos avanços do príncipe Afonso Henriques, de Portugal durante a tentativa de independência do condado portucalense, ficando ao lado do rei Afonso VII de Leão e Castela. 
A mãe  de João Tirante era uma mulher nobre, descendente das casas reais da França e da Borgonha, possivelmente uma das filhas ou netas do rei Filipe I de França ou da Duquesa Hidelgarda da Borgonha, de acordo com alguns cronistas João passou sua Infância sob os cuidados de uma das princesas  filhas do rei Filipe I de França, que seria sua parente materna, o que reforça esta teoria.
Assim como outros cavaleiros franceses e Borgonheses, ele se mudou para a Península Ibérica, respondendo ao chamado dos reis cristãos para ajudar na reconquista. Entre as batalhas que este cavaleiro participou , está a batalha de Limia ocorrida por volta do ano 1139 de acordo com o historiador Alexandre Herculano. A batalha de Limia ocorreu no sul da Galicia e o príncipe Afonso Henriques saiu derrotado, o comandante desta batalha era Dom Fernão Anes governador daquelas terras.
Alguns genealogistas apontam este cavaleiro como sendo antepassado da família de Araújo, embora isso seja controverso, pois a maioria dos genealogistas traça o sobrenome ´´de Araujo´´ até o cavaleiro Vasco Rodrigues de Araujo, que foi senhor das terras e do Castelo de Araújo em Galiza, e o primeiro a usar o sobrenome de Araújo. Enquanto outros afirmam que Jean de Tiranoth seria bisavô de Paio Rodrigues de Araujo, senhor do Castelo de Araujo.
Um manuscrito medieval, datado do século XII, traz o nome João Tirante (em latim: Iohannes Tirante), como um dos nobres, que confirmam um documento sobre a reforma de uma igreja, o que prova a existência de um nobre com este nome vivendo em Galiza, no mesmo período que João Tirante teria vivido.